# 아그라 관구
아그라 관구(Agra Presidency, आगरा प्रेसीडेंसी)는 벵골 관구, 봄베이 관구, 마드라스 관구와 함께 영국령 인도의 4대 관구 중 하나로 19세기 전반에 분할된 인도의 8개의 개별 행정 구역 중 하나였다. 면적은 9,479제곱마일(24,550㎢), 인구는 약 4,500,000명이었다.
아그라 관구는 1834년 11월 14일 인도 정부법 1833의 규정에 따라 양도 및 정복주에서 승격 및 개명되며 설립되었다. 메트칼프 경이 새 관구장으로 임명되었다. 그러나 1835년 또 다른 의회법(법령 5, 6, 윌리엄 4세, 캡. 52)에 따라 이 지역의 명칭이 북서부주로 변경되었고, 이번에는 부지사가 관리하게 되었다. 아그라 관구는 1836년 6월 1일에 폐지되었다.